# Jon Bautista
Jon Bautista Orgilles, né le 3 juillet 1995 à Port Mahon, est un footballeur espagnol évoluant au poste d'attaquant à la SD Eibar.

## Biographie
Bautista voit le jour à Port Mahon, situé aux îles Baléares, en juillet 1995 mais déménage durant sa jeunesse à Errenteria, dans l'agglomération de San Sebastián, au Pays basque espagnol. Il commence le football au club du Touring puis rejoint la Real Sociedad, club réputé pour son centre de formation. 
Bautista rejoint la Real Sociedad B, équipe réserve du club, en juin 2014. Il fait ses débuts professionnels le 23 août 2014 en entrant en jeu durant un nul 3-3 contre l'UB Conquense en Segunda División B. Le mois suivant, Bautista inscrit son premier but face au CD Guadalajara (4-4). C'est cependant lors de la saison 2015-2016 que l'attaquant se révèle en marquant quatorze buts en championnat.
Bautista est récompensé en étant convoqué avec l'équipe A. Il fait ses débuts en Liga le 24 avril 2016, remplaçant Mikel Oyarzabal en fin de rencontre face au Villarreal CF (0-0). Le 8 mai suivant, il marque le but de la victoire 2-1 contre le Rayo Vallecano.
Toujours actif avec l'équipe réserve à l'aube de la saison 2016-2017, Bautista confirme en enchaînant les buts, totalisant douze réalisations en dix-huit matchs. Il est naturellement rappelé pour disputer des rencontres avec l'équipe première. Bautista marque trois buts en douze matchs de championnat pour la Real. La saison 2017-2018 le voit intégrer définitivement l'effectif professionnel.
Le 11 juillet 2019, Bautista est prêté au club belge du KAS Eupen. Il marque dès ses débuts en Jupiler Pro League le 28 juillet 2019 lors d'une défaite 1-4 contre l'Antwerp au Kehrwegstadion. Auteur de deux autres buts face au SV Zulte Waregem et au KV Ostende, Bautista ne marque plus jusqu'à l'arrêt du championnat en mars 2020 en raison de la pandémie de Covid-19. Il quitte le club belge avec trois buts en vingt-sept matchs toutes compétitions confondues.
Bautista regagne la Real Sociedad durant l'été 2020 en voulant prouver qu'il a sa place dans son club formateur malgré la forte concurrence. Au mois de juin, il se fracture l'os scaphoïde en tombant chez lui mais parvient à recouvrir à temps avant le début de la saison.